# 1ねん1くみシリーズ
1ねん1くみシリーズ（いちねんいちくみシリーズ）は、児童文学のシリーズ。

## 概要
ポプラ社から出版されているシリーズ。1984年から刊行されているシリーズで、全25巻刊行された。
作者は後藤竜二、挿絵は長谷川知子。
第1作は1984年刊行の『1ねん1くみ1ばんワル』。くろさわくんというクラスで1番の悪ガキが大活躍するという内容。
くろさわくんはわけがありそうな子。やることが型破りで大人も手を焼くが、他の子との交流や担任の先生のフォローでクラスに溶け込んでいく。
くろさわくんと他の子が、遊びや喧嘩や勉強を通じて心を通わせて、1ねん1くみの仲間たちの成長を描く。

## シリーズ
1. 1ねん1くみ1ばんワル 1984年
2. 1ねん1くみ1ばんげんき 1985年
3. 1ねん1くみ1ばんなかよし 1985年
4. 1ねん1くみ1とうしょう 1987年
5. 1ねん1くみもうすぐ春 1987年
6. 1ねん1くみ1ばんゆうき 1988年
7. 1ねん1くみ1ばんびじん 1989年
8. 1ねん1くみ1ばんいいやつ 1990年
9. 1ねん1くみ1ばんおかねもち 1991年
10. 1ねん1くみ1ばんがんばる 1992年
11. 1ねん1くみ1ばんびっくり 1994年
12. 1ねん1くみ1ばんやるき 1995年
13. 1ねん1くみ1ばんひみつ! 1997年
14. 1ねん1くみ1ばんこわーい 1998年
15. 1ねん1くみ1ばんでっかい!! 1999年
16. 1ねん1くみ1ばんふしぎ? 2001年
17. 1ねん1くみ1ばんやさし～い 2001年
18. 1ねん1くみ1ばんえらい! 2002年
19. 1ねん1くみ1ばんわがまま 2003年
20. 1ねん1くみ1ばんドタバタ! 2004年
21. 1ねん1くみ1ばんあまえんぼう 2005年
22. 1ねん1くみ1ばんあったか～い! 2006年
23. 1ねん1くみ1ばんくいしんぼう 2007年
24. 1ねん1くみ1ばんジャンプ! 2008年
25. 1ねん1くみ1ばんサイコー! 2009年

## アニメ
アニメ化されて東映ビデオからシリーズ内の4作品（「1年1組1ばんワル」「1年1組1ばんげんき」「1年1組1ばんゆうき」「1年1組1ばんでっかい!!」）が収録されたDVD-Videoが発売された。声優は田中真弓、半場友恵、大本真基子、松本さち、倉田雅世。2006年発売。

### スタッフ
- 企画：黒崎進
- 脚本：木村雅俊
- 監督：辻伸一
- プロデューサー：高橋尚子、中鉢裕幸、桜井宏
- アニメーション制作：グループ・タック